# Kateřina Vilemína Zaháňská

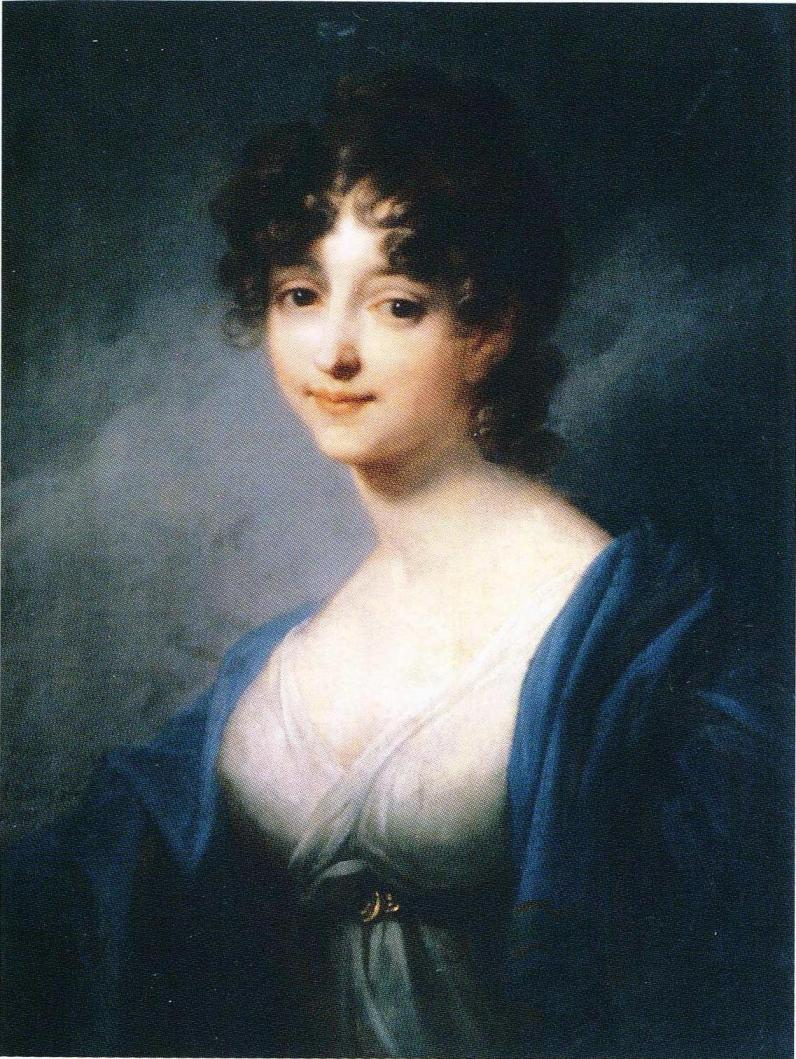
Kateřina Vilemína Zaháňská v 18 letech (1799)

Vévodkyně Kateřina Bedřiška Vilemína Benigna Zaháňská (8. února 1781, Mitava, zámek Jelgava, Kuronské a zemgalské vévodství – 29. listopadu 1839 Vídeň, Rakousko), rozená princezna Katharina Friederike Wilhelmine Benigna von Kurland, byla rakouská a slezská šlechtična a politička. Ze svých čtyř křestních jmen používala nejčastěji jméno Vilemína (Wilhelmine). České veřejnosti je známa především jako literární postava ze stěžejního díla Boženy Němcové Babička. Pozdější českou spisovatelku, tehdy dceru svých zaměstnanců Barboru Panklovou, znala a podporovala. Zemřela však dva roky po jejím sňatku s Josefem Němcem, tedy dříve než se rozvinula spisovatelská dráha Boženy Němcové.

## Život
Byla nejstarší dcerou vévody kuronského a zemgalského Petra Birona, později vévody ze Zaháně, a jeho třetí manželky, kuronské šlechtičny Anny Charlotty Dorothey von Medem. Kuronsko, jehož území je dnes součástí Lotyšska, bylo v té době lenním územím Polsko-litevské unie a tvořilo nárazníkové území mezi Polskem a Ruským impériem. Při třetím dělení Polska v roce 1795 připadlo Kuronsko Rusku. Vévoda Petr Biron obdržel od carevny Kateřiny Veliké značné finanční odškodnění a právo používat doživotně svůj kuronský vévodský titul. Poté, co opustil Kuronsko, přesídlil na své statky, které získal koncem 18. století – Zaháňské vévodství (německy Herzogtum Sagan) ve Slezsku a panství Náchod ve východních Čechách. Vilemína měla tři mladší sestry: Marii Paulinu Luisu, provdanou kněžnu Hohenzollern-Hechingen (1782–1845), Johannu Katharinu, pozdější vévodkyni di Acerenza (1783–1876) a Dorotheu, pozdější vévodkyni de Dino a de Sagan (1793–1862), nemanželskou dceru své matky, kterou Petr Biron legitimizoval. Dorothea je dnes některými badateli a historiky pokládána za fyzickou matku české spisovatelky Boženy Němcové. Tato teorie sice není podložena přesvědčivými důkazy, pokud by to však odpovídalo pravdě, byla by vévodkyně Kateřina Vilemína její tetou.
Od tří do pěti let cestovala Vilemína s rodiči po Evropě, po návratu roku 1786 žila v Mitavě především se svým otcem a sestrami. Její matka často cestovala, plnila i diplomatické úlohy a návrat domů oddalovala. Mateřské povinnosti matku nezatěžovaly. Vilemína a její sestry měly několik vychovatelů a vychovatelek, nejvíce ji ovlivnila Polka Antonie Forsterová, která vyrostla v Anglii. Díky ní se Vilemína stala vášnivou anglofilkou. Zároveň na ni zapůsobilo vychovatelčino nadšení pro ideály osvícenectví a její tichý obdiv k Velké francouzské revoluci. Později, jako politicky vlivná vévodkyně ze Zaháně, se však stala nesmiřitelnou odpůrkyní císaře Francouzů Napoleona Bonaparta a aktivní členkou politických kruhů protinapoleonské koalice.
Poslední léta života jejího otce Petra Birona a osudy jeho rodiny v té době popisuje Alois Jirásek ve své novele Na dvoře vévodském. Po smrti otce v roce 1800 zdědila Kateřina Vilemína jak Zaháňské vévodství, tak náchodské panství a řadu nemovitostí v Čechách, mezi nimi i zámek v Ratibořicích, který nechala v letech 1825–1826 přestavět v empírovém stylu. Toto sídlo si vévodkyně oblíbila. Na zámku v Ratibořicích proběhly v roce 1813 v rámci politických jednání protinapoleonské koalice schůzky s ruským carem Alexandrem I .
Kateřina Vilemína je popisována jako velmi vzdělaná, inteligentní a aktivní žena. Získala značný politický vliv, a to nejen díky svému společenskému postavení. Seznámila se s tehdy nejmocnějším rakouským politikem, knížetem Klemensem Wenzelem Metternichem. Jejich po mnoho let přátelský poměr přerostl v době Vídeňského kongresu (1814–1815) v intimní vztah. Měla vášnivý milostný vztah také s Frederikem Lambem, zástupcem Anglie na Kongresu. Vévodkyně usilovala o uzavření manželství s Metternichem, což se však nestalo. Překážkou byla zejména dvě její předchozí nezdařená manželství, v té době trvající první Metternichovo manželství a pravděpodobně i citová nestálost Kateřiny Vilemíny.
Úryvek z dopisu Metternicha vévodkyni Zaháňské:
Celou noc se mi zdálo o mé drahé přítelkyni, viděl jsem nás oba v Praze, hovořili jsme, snad stokrát jsem Ti opakoval, že Tě miluji. Ty jsi mi naslouchala a neodpovídala jsi, nechápal jsem Tvé mlčení, náhle ses mi vrhla kolem krku a řeklas mi: „Nuže, drahý příteli, dokaž mi to, co mi stále opakuješ!“

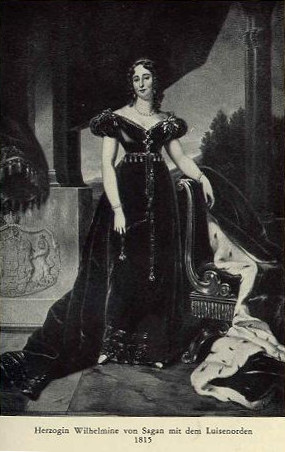
Vévodkyně Kateřina Vilemína Zaháňská v době Vídeňského kongresu (1815)

Kateřina Vilemína však měla řadu dalších milostných vztahů, paralelně s Metternichem v době Vídeňského kongresu i s knížetem Alfredem Windischgrätzem. Ani ten se s ní kvůli odporu své rodiny nemohl oženit. Opět z Metternichova dopisu Vilemíně: „Manželství je stav, který pro Tebe nebude nikdy ten pravý. Takové nezávislé duši jako je Tvá, nemůže povinnost přinést klid. Svazky? Všechny je zpřetrháš.“
Byla celkem třikrát provdána, žádné z jejích manželství nebylo příliš šťastné.[zdroj⁠?!] Prvním jejím manželem byl francouzský emigrant, princ Jules Armand Louis de Rohan, druhým ruský kníže Vasil Sergejevič Trubeckoj. Obě manželství uzavřená v prvním desetiletí 19. století trvala jen krátce. Poslední, třetí manželství uzavřela s hrabětem Karlem Rudolfem Schulenburgem v roce 1819. S ním do Ratibořic přišel z Vídně v roce 1820 i jeho kočí Johann Pankl s Terezií Novotnou, se kterou se pak Pankl v kostele v České Skalici oženil. S nimi se na tamější panství dostala i malá Barbora Novotná, pozdější spisovatelka Božena Němcová. Manželství s hrabětem Schulenburgem zaniklo po přestoupení vévodkyně na katolickou víru (1827). Hrabě však nadále spravoval její panství.
Dceru Adelaidu Gustavu Apasii, Vavu (1801–1881) měla Kateřina Vilemína Zaháňská jako nemanželské dítě se svým vychovatelem, bývalým milencem své matky, švédským generálem Gustavem Armfeltem. Její porod byl prý velice těžký a Vilemína po něm zůstala již neplodná. Dcera byla vychovávána u partnerových příbuzných ve Švédsku a v pozdějších letech se ke své matce už nechtěla vrátit, přestože o to Vilemína velmi usilovala. Francouzská Wikipedie udává ještě další dítě s Gustavem Armfeltem, dceru Gustavu Charlottu Wilhelminu, Minu (1798-1863), která hned po narození byla osvojena otcovými příbuznými. Nedostatek vlastních dětí si vynahradila péčí o děti svých příbuzných a přátel. Měla postupně tři schovanky, z nichž prostřední zemřela v mladém věku. Tyto dívky byly inspirací pro postavu komtesy Hortensie v novele Babička Boženy Němcové.
V roce 1827 přestoupila Kateřina Vilemína na katolickou víru a upustila od svého do té doby neklidného života. Do značné míry pak vyjadřovala obraz oblíbené a respektované vrchnosti, který o ní vytvořila Božena Němcová v Babičce.
Vévodkyně Kateřina Vilemína Zaháňská zemřela 29. listopadu 1839 ve věku 58 let ve Vídni na následky mozkové mrtvice. Je pohřbena v kostele svatého Kříže v Zaháni ve Slezsku. Zaháňské vévodství zdědila po ní její sestra Pavlína Zaháňská. Po smrti kněžny Pavlíny koupila vévodství od jejího syna mladší sestra obou předešlých majitelek Dorothea von Biron. Náchodské panství včetně Ratibořic získala německá šlechtická rodina Schaumburg Lippe (viz stránka Náchodské panství).

## Zajímavost
Pseudonym známé francouzské spisovatelky Françoise Sagan není přímo odvozen od jména vévodkyně Kateřiny Vilemíny Zaháňské (francouzsky duchesse de Sagan), jak se někdy traduje. Souvisí však s vnukem její sestry Dorothey von Biron, která po její smrti získala panství Zaháň a rovněž používala titul „vévodkyně zaháňská“. Tento potomek se stal předlohou pro jednu z postav v románovém cyklu Hledání ztraceného času spisovatele Marcela Prousta.